# Šeeš Mahal (trdnjava Lahore)
Šeeš Mahal (urdujsko شیش محل‎; 'Palača ogledal') je palača znotraj kvadrata Šhah Burdž v severozahodnem kotu trdnjave Lahore. Zgrajena je bila pod vladavino mogulskega cesarja Šaha Džahana v letih 1631–32, z nekaterimi dodatki pozneje pod sikhom maharadžo Randžitom Singhom. Okrašen paviljon iz belega marmorja je okrašen s pietra dura in kompleksnim ogledalom najboljše kakovosti. Dvorana je bila rezervirana za osebno uporabo cesarske družine in bližnjih pomočnikov. Je med 21 spomeniki, ki so jih zgradili zaporedni mogulski cesarji znotraj trdnjave Lahore in tvori dragulj v kroni trdnjave. Kot del večjega kompleksa trdnjave Lahore je bila vpisana na Unescov seznam svetovne dediščine od leta 1981.

## Etimologija
Šeeš Mahal v urdujščini dobesedno pomeni Kristalna palača. Vendar pa je razkošna soba s svojimi okraski iz pietra dura in zapletenimi ogledali, vgrajenimi v bele marmorne stene in strope, ki ustvarjajo bleščeč učinek, postala znana kot 'palača ogledal' in včasih 'dvorana ogledal'. Podobne dvorane najdemo tudi v sodobni palači v utrdbi Agra in kažejo vpliv na kasnejše dodatke k trdnjavi Amber.

## Zgodovina
Trdni opečni temelji trdnjave Lahore so bili položeni leta 1566 pod vladavino mogulskega cesarja Akbarja na mestu prejšnje trdnjave iz blata. Za izgradnjo nove trdnjave je cesar po dokončanju Fatehpur Sikrija pripeljal izkušene obrtnike. Kasneje je Šah Džahan utrdbo spremenil v letovišče in kompleksu dodal Divan-i-Khas, Moti Masjid, paviljon Naulakha, spalne sobe in Šeeš Mahal. Slednja je v kvadratu Šah Burdž (Kraljev paviljon), ki ga je dejansko zgradil njegov predhodnik Džahangir. Dvorana se je uporabljala izključno za zasebne sestanke sveta kot del dnevne rutine cesarja, medtem ko je bil celoten kvadrat dostopen le cesarskim knezom, vezirju in izbranim dvorjanom. Šah Džahan je med letoma 1628 in 1634 nadaljeval z razširitvijo zasebnih prostorov. Značilna arhitektura Šaha Džahana se odraža v obsežni uporabi belega marmorja in hierarhičnih poudarkih konstrukcije. V času imperija Sikhov je Šah Burdž postal najljubši kraj Randžita Singha. Zgradil je harem na vrhu Šeeš Mahala. Med njegovo vladavino so bile dodane tudi freske v slogu Kangra, prvotni vhod v kvadrat Šeeš Mahal pa je bil zaprt in na njegovem mestu zgrajena Athdara. To je bil tudi kraj, kjer je razstavljal svojo dragoceno posest, Koh-i-Noor.

## Oblikovanje
Šeeš Mahal je bila zgrajena sredi Džahangirjeve vladavine. Fasada, sestavljena iz petih zaobljenih marmornih lokov, ki jih podpirajo povezani stebri, se odpira na dvorišče. Gravirani vretenčki in podstavki so intarzirani z dragimi kamni. Paviljon je v obliki pol osmerokotnika in je sestavljen iz stanovanj, pokritih s pozlačenimi kupolami in zapleteno okrašenih s pietra dura in konveksnim steklenim in zrcalnim mozaikom (ajina kari) s tisočimi majhnimi zrcalci. Ponoči prižigajo sveče. Okrasne značilnosti vključujejo tudi štukature (munabat kari) in izrezljane marmorne zaslone v geometrijskih in vitičnih vzorcih. Streha osrednje dvorane se dviga do dveh nadstropij. Dvorana je bila prvotno okrašena s freskami, ki so jih kasneje nadomestili s steklenim mozaikom v različnih barvah.

## Ohranjanje
Dodatne konstrukcije, izvedene med poznejšimi sikhskimi in britanskimi vladavinami Pandžaba na vrhu Šeeš Mahala, so povečale mrtvo obremenitev, zaradi katere je bila struktura ranljiva za propad. V letih 1904–05 je razpadel omet s stropa glavne verande, ki je razkril propadanje notranjih lesenih tramov in korodirano streho. Na tej stopnji je leta 1927 oddelek za arheologijo Britanske Indije stavbo uvrstil na seznam in opravili so popravila. Podobne težave so se pojavile v 1960-ih in so bile rešene z manjšimi popravili. Leta 1975 je pakistanski oddelek za arheologijo Šeeš Mahal uvrstil med zaščitene spomenike v skladu z Zakonom o starinah, leta 1981 pa je bil kot del večjega kompleksa trdnjave Lahore vpisan na Unescov seznam svetovne dediščine. Šele leta 2006 je bila problematika stropa celovito rešena in konstrukcija obnovljena.

## Galerija
- Fasada Šeeš Mahal
- Bližnji posnetek stenskih poslikav Kangra iz obdobja sikhov
- Stebri, uporabljeni v stavbah, so bili okrašeni s cvetličnimi motivi
- Strop
- Notranji panoramski pogled
- Še ena poslikava Kangra iz obdobja sikhov s hindujskimi božanstvi
- Park
- Notranjost
- Šeeš Mahal – trdnjava Lahore